# THE GAMES
THE GAMES（ザ ゲームズ）は、テレビ朝日にて2011年10月22日から12月17日まで放送されたクイズ番組。

## 概要
「THE チョイス」「THE ファクトリー」「THE ブロックス」のタイプが違う3つの番組を週替わりで放送する形態をとっていた。また、全てのゲームをミックスした特番「THE GAMES」として2回放送された。
各ゲームとも1チーム4人、2チームの対抗戦で行われる。

## THE チョイス
会社を舞台にチョイス（選択）を主体したゲームが行われる。出演者は会社員という設定でチームカラーのスーツを着用、チームは「○○班」と呼ばれる。

### 出演者
社長（天の声）
放送回ごとに代わり、サンドウィッチマン・富澤たけし（第1回）、FUJIWARA・藤本敏史（第2回・第3回）が務めた。
秘書
大木優紀
一部ゲームでアシスタントを務める。

### 登場ゲーム
車窓でジャマものチョイス!
- 1チームずつ問題に挑戦。
- 背後の車窓を模した巨大画面の中にある漢字をばらばらにしたパーツが書かれた看板が4つ登場するが、1つだけ漢字を使わない不要なパーツが混じっている。
- 出題から10秒以内にチーム内で相談し、不要なパーツと同じ場所に座っているプレイヤーが起立する。正解すれば10点獲得。正しいパーツの前の人が立つか、2人以上が起立すると不正解。1チームにつき8問出題される。

チョイス!広辞苑（第1回）→まんなか広辞苑（第2回）
- 2チーム同時に参加する対抗戦。
- 広辞苑のある単語から、別のある単語までの間にある単語を答えていく。
  - （例）スタミナからすっぴんの間→酸っぱい、スタンス、すったもんだなど。

第1回ルール
- 両チームが1人ずつ15秒以内に解答、正解ならそのまま隣のプレイヤーに回答権が移る。範囲から外れた言葉を答えたり、広辞苑に乗っていない言葉を答えたら失格・退場。
- 片方のチームが全滅したらゲーム終了。残った人数×20点の得点を獲得。

第2回ルール
- 全員一斉での筆記回答形式。シンキングタイムは15秒。また、単語の範囲が1つに絞られた。正解した人数1人につき10点を獲得。

売れ筋チョイス
- 1チームずつ問題に挑戦。用意された10個の品物が20代の人気TOP5に入っているのか、60代以上の人気TOP5に入っているのかを当てる。また、挑戦の前にヒントとして「どちらのランキングにも入っている物」が提示される。
- 正解すれば10点獲得。不正解なら「窓際ルーム」行きとなり回答権を失う。また、どちらのランキングにも入っていない「ドボン」も存在し、これを引くと不正解の上、－100点となる。
- どちらかのTOP5が全て埋まるか、チーム全員が窓際行きになった時点で終了。

ポーズ DE ポーカー
- チームの4人がそれぞれボックスに入り、提示されたテーマから連想されたポーズをとる。ポーズを考えている間は、声を出したり相談したりしてはならない。
- 4人の回答がそろったところで解答を発表し、同じポーズをとっていた人数に対応して得点が加算される（細かな違いはある程度考慮される）。
  - ワンペア：2人が同じポーズを取る、10点
  - ツーペア：2人が同じポーズが2組、20点
  - スリーカード：3人が同じポーズ、30点
  - フォーカード：全員が同じポーズ、50点

あいうえお陣取りチョイス!
- 「あ」～「ん」までの50音に、「゛」「゜」「ー」の3つを加えた53個のマスで陣取りを行う。
- テーマ発表後、両チームが交互にテーマに沿った項目を言って行く。項目がテーマに沿っていれば、項目に使われた文字のマスを獲得。また、既に相手チームの物になったマスもその文字を使った項目を回答すれば奪い返すことが出来る。
- 先に20マスを獲得したチームが勝利となり20点が与えられる。

## THE ファクトリー
工場を舞台にライン作業をモチーフにしたゲームが行われる。出演者は町工場で働く社員という設定でチームカラーのつなぎを着用、チームは「○○班」と呼ばれる。通常放送では唯一賞金獲得のチャンスがある。

### 出演者
工場長（天の声）
礼二（中川家）
番組では自身のネタである「東大阪のネジ工場の社長『岩本』」 として進行し、写真にも目線が入っている。

### 登場ゲーム
連帯責任･仕分けライン
- チームの4人が問題の流れるラインの前に立って行う。解答者の間には仕切りを立てられており、他の人の解答を見ることはできない。
- 1人ずつ目の前のラインに流れてくる物が事前に指定された「A」のカテゴリに入るか「B」のカテゴリに入るかをレバーで仕分けていく。
  - 例：流れてくる物の発売年・出来事の起こった年が昭和か平成か。
  - 例2：流れてくる物の値段が1万円以上か以下か。

- 全員正解すれば1問につき2万点を獲得、誰か1人でも不正解の場合は全員の頭におもりが落とされ、その問題は打ち切られる。1つのテーマにつき5問出題。
- 考える際に答えを言ってしまうこともあるが、故意ではない場合はおとがめなしとされた。

不良品ズバッと検品ライン
- チームの代表者1人が挑戦。ベルトコンベアを流れてくる箱に書かれた項目が、発表されたテーマ（例:世界遺産に登録されている景勝地、画数が4画の漢字など）に合っているかどうかをチェック、テーマにそぐわない項目の書かれた箱は「不良品」としてハンコ型の棒でラインから押し出し、テーマに合った項目の箱はそのまま送り出すことができれば正解となり、1個につき1万点獲得。不正解（正しいものを落とす、不良品をスルーする）の場合はチーム全員に炭ガスが噴射される。
- 一度に2個または3個の箱が棚に入って出て来ることがあり、全て正解でブロック分の得点を獲得、1つでも間違えるとその分の得点はもらえない。

一致団結リレー創作ライン
- チームの4人がラインの前に並んで挑戦。3人と解答者の4人目の間には仕切りが立てられる。
- 3人はラインを流れてくる透明なボードに順にそれぞれ違う色のマジックでテーマを表す絵を描いていく。
- 最後の1人は、流れてきたボードに描かれた絵を見て、表されたテーマを当てることが出来れば10万点獲得。不正解の場合は炭ガスが噴射。
- こちらも考える際に答えを言ってしまうこともあるが、故意ではない場合はおとがめなしとなる。

穴埋めビンゴ工事ライン
- チーム直接の対抗戦。1人ずつ両チームがレーンの前で交互に並んで行う。
- 1人目から目の前を流れる6×6のマス目状の枠に自分のチームカラーのブロックをはめてゆく。両チームが交互にブロックを入れてゆき、8人目（後攻4人目）まで来たら逆走し7人目（先攻4人目）から再び順に入れていく。1人目まで来たら再び順にブロックを入れていく。
- 四目並べの要領で先に4マス分タテ・ヨコ・ナナメにブロックを入れたチームの勝利となり、5万点獲得。負けチームは全員スパナ風ハンマーで叩かれる。
- 1回の放送で4ゲーム行われるが、先攻が非常に有利なゲームのため1ゲームごとに先攻・後攻を入れ替える。

給料獲得ゲーム
- 獲得得点の多い勝利チームが給料（賞金）をかけて行うゲーム。各国の通貨単位が書かれたサイコロをボタンで転がし、出た目の通貨単位×獲得した点数を日本円に直した金額が給料として与えられる（レートは収録時の金額で換金）。

出目
- 日本・円…獲得得点×1円（最高賞金）
- 韓国・ウォン…獲得得点×約0.07円
- チリ・ペソ…獲得得点×約0.15円
- ベトナム・ドン…獲得得点×約0.004円（最低賞金）
- インドネシア・ルピア…獲得得点×約0.009円
- ジンバブエ・ドル…獲得得点×約0.2円（デノミネーション後であるため、一般的なイメージよりも金額は高い）

## THE ブロックス
ブロックを使用したクイズやゲーム「積みゲー」に挑戦する。

### 出演者
天の声
進藤潤耶（テレビ朝日アナウンサー）
本間智恵（テレビ朝日アナウンサー）
進藤アナは進行と実況を、本間アナは出題と問題の補足を担当。

### 登場ゲーム
RANKING TOWER
- ゲームスタートと同時に天井から大きさが違う2種類の正方形ブロック10個が落下。それらに書かれている項目を指定された順位の順番になるように積んでいく。
- 1つ積むたびに正誤判定を行い、正解であれば次のブロックを積む。不正解の場合は台が傾き、それまでに詰まれたブロックがすべて落とされ、積み直しとなる。
- 制限時間の5分が経つか、全てのブロックを積むことができた時点で終了。それまでに積まれたブロック1つにつき10ポイント獲得。

BALANCE TOWER
- ゲームスタートと同時に天井から形や大きさが違うブロック12個が落下。それらに書かれている項目のうち、指定された事柄に入るものだけを回転するテーブルの上に積んでいく。
- 制限時間の3分が経った時点で積まれたブロック1つにつき10ポイント獲得。ただし、ブロックタワーを崩すか、2つあるダミーのブロックを積んでしまった時点で失格。タワーが崩され得点も0になる。

CROSS TOWER
- 2チーム同時に行う対抗戦。ゲームスタートと同時に天井から形や大きさが違うブロック10個が落下。それらに書かれている問題の答えをチームで相談し1つをテーブルに積んでから解答、正解ならば相手のターンに移る。
- 持ち時間は1チームにつき1ゲームを通して3分間。相手ターンに移ってから解答までタイマーは止まらない。タワーを崩す、問題に間違える、持ち時間を全て消費してしまった場合は負けとなり、その時点で積まれていたブロック1つにつき10ポイントが相手チームに入る。
- なお、ブロックの責任時間はブロックを積むリフトから降り、自チームの待機場所に戻るまでとなっている。

TRAP TOWER
- 障害物がちりばめられたセットの中でブロックをリレー方式で運んでいく。順番は以下の通り。

1. 1人目がブロックを選び、壁の穴を通して乗馬マシンに乗る2人目に投げ渡す。
2. 2人目がベルトコンベアの上を走る3人目に投げ渡す。
3. 3人目がターンテーブルの上を回転する4人目に投げ渡す。
4. 4人目がチューブにブロックを入れるとポイント獲得となる。

- ブロックは10ポイント（黄・小さい）、30ポイント（ピンク、中サイズ）、50ポイント（赤、大きい）の3種類あり、得点が大きいほど重く運びにくい。
- 一度に運搬できるブロックは1つのみで、チューブに入れるか落とすまで新たなブロックを渡すことはできない。
- 制限時間2分間にチューブに入れたブロックの分のポイントを獲得。ただし、1分経過するとベルトコンベアの速度が最高速になる。乗馬マシンか、ベルトコンベアから落下した時点で強制終了、その時点でチューブに入っているポイントのみ獲得できる。

TEAM 100
- 2チームの対抗戦。2チームに対し、指定されたお題（例:日本の歴代総理大臣）の中で、ひらがな・カタカナで表記した時に出来る限り長い物を20秒以内に回答する。両チームの答えのうち、一方のチームのみお題に当てはまっている場合はそのチームが、両方ともお題に当てはまっている場合はより長い単語を答えたチームの勝利となる。両チーム正解かつ文字数が同数の場合や、両チーム不正解の場合は同じお題で再度回答する。
- 勝利チームは答えた単語の文字数1文字につき1ブロックが加算。先に100ブロック積んだチームの勝利となる。
  - 例題の場合「のだよしひこ」と「こいずみじゅんいちろう」だった場合後者が勝利となり、11ブロックが加算される。

- 第1回・第3回では勝利チームに100ポイント、第2回ではそれまでのゲームで獲得したポイント10ポイントにつき1ブロックに換算。それらと合わせ先に100ブロックを積んだチームが優勝となった。
- 解答は正式名称でなくても可能だが、当然のことながら正式名称のほうが文字数を稼ぐことができる。無論、正式名称を間違えた場合は負けとなる。
  - 例として「モーツァルト」なら6文字だが、「ヴォルフガング・アマデウス・モーツァルト」と回答した場合は18文字となる。

## THE GAMES（第1回）
2011年12月18日 15時30分から17時30分まで「THEゲームズ～100万円争奪バトル～」として放送。1チーム4人の4チームがトーナメント形式で争う。予選は各組2チームが2ゲームで対戦し、獲得ポイントの多いチームが決勝進出。決勝を制したチームが優勝となり、賞金100万円を賭けてラストゲームに挑む。
天の声はTHEチョイスのゲームは原口あきまさ、THEファクトリーのゲームは中川家・礼二、決勝・100万円獲得チャレンジは進藤・野村真季アナが務めた。
予選A組
- 1stステージ 連帯責任・仕分けライン
  - 1セット4問・3セット出題。1問クリアにつき30ポイント。
- 2ndステージ 車窓でじゃま物チョイス
  - 初級・中級・上級に加え特級問題を含む10問出題、1問正解につき初級10ポイント、中級20ポイント、上級30ポイント、特級50ポイント。

予選B組
- 1stステージ まんなか広辞苑!
  - 初級（4問）は2つの単語の間にある3つの単語のうち1つを解答、上級（5問）は正解の単語が1個だけになるがヒントあり（4問目からノーヒント）。1人正解につき初級は10ポイント、上級は20ポイント。
- 2ndステージ 不良品ズバっと検品ライン
  - 1人12問出題、1問正解につき10ポイント。1人ずつチーム4人全員が挑戦。

決勝
- TEAM100
  - ルールは通常回と同じ。先に100ブロックを積んだチームの優勝。

100万円チャレンジ
- ミリオントラップ
- 通常回のTRAP TOWERの難易度アップバージョン。変更点は以下の通り
  - 金色の100ポイントブロック（赤よりもさらに大きく、重さも3.5 kg）が追加
  - 4人目→ゴールがチューブではなく、ターンテーブルから2m離れたところに吊り下げられたボックスになっている。
- 2回の挑戦のうち、1回でも2分以内に100ポイントを獲得することができれば100万円獲得。

## THE GAMES（第2回）
2012年2月25日 14時30分から17時30分まで放送。今回は1チーム8人、2チームによる対抗戦。各ゲーム勝利チームにはメダルを獲得（引き分けの場合は両チームに1枚ずつ与えられる）。獲得メダルが多ければ多いほど最終ゲームが有利になる。最終ゲームに勝利したチームは100万円を賭けてラストゲームに挑む。
連帯責任・仕分けライン
- 天の声：東大阪のネジ工場の社長・岩本（中川家・礼二）
  - ルールは通常回と同様。1問正解につき10ポイント、ポイントの多いチームにメダル。

2択でジャンプ～飛んで答えて落っこちて～
- 天の声：松竹太郎（TKO・木下隆行）
  - 1度に4人が挑戦。A・Bの境界線に立ち、2択問題の正しい方へ一斉にジャンプする（シンキングタイムは5秒）。不正解のエリアは床が割れてスポンジプールに落とされる。1人でも正解していれば10ポイントが加算され続行。全員が落下するか7問クリアするまで行う。2回挑戦し獲得したポイントの多いチームにメダル。

まんなか広辞苑
- 天の声：あべこうじえん（あべこうじ）
  - 第1ラウンドは通常回同様のルール（正解の単語は2個）。
  - 第2ラウンドは4人で巨大広辞苑の間に立ち、指定された単語間の単語を答える。2分以内に10個答えることができればクリア。ただし、時間とともに両サイドの広辞苑が迫り、タイムアップと同時に押しつぶされてしまう。1個正解につき10ポイント。2ラウンドの合計ポイントの多いチームにメダル。

ネンゴーフォーブロックス
- 天の声：レイザーラモンHG
  - 1ラウンド4人が挑戦、それぞれ年号の1000の位、100の位、10の位、1の位を担当。出題された出来事が起こった年になるように坂の上に設置されたブロックを取って解答。全員が揃った時点で正誤判定を行い、間違えた人のみヒントを参考にもう一度ブロックを取りに行く。正解するか3回間違えると次に問題に進む。2ラウンドの正解数の多いチームにメダル。

選んで3つマンチョイス!
- 天の声：ミッツ・マングローブ
  - 1度に3人が挑戦。4択問題が出題されるがその中に不正解が1つだけ入っており、10秒以内に相談してそれぞれが正解だと思う場所に立つ。
  - 正解発表は巨大なミッツの顔が解答者めがけ迫り、正解ならば回答者の手前で停止、不正解ならそのまま弾き飛ばされてスポンジプールに落下。
  - 不正解だった回答者は自チームの残りメンバーから1人と交代。1セット5問行い正解数×10ポイント獲得。ただし、3問間違えるとゲームオーバーとなり0ポイントとなる。2セットの合計ポイントの多いチームにメダル。

アナグラムトレイン
- 天の声：車掌（中川家・礼二）
  - 3人が整備員、1人は解答者として山のセットに顔を固定される。流れてくる列車に積まれたひらがなブロックを並べ替えて意味の通る単語にしていく。1人がブロックを移動できる時間は列車が整備員の境目にある信号機を超えるまで。3人が並べ替え終わると列車が解答者の目の前に到着し解答。正解で10ポイント、不正解で解答者の顔に強風が吹きつけられる。2ラウンドの合計ポイントの多いチームにメダル。

TEAM 100
- 天の声：進藤アナ（進行）・野村アナ（出題）
  - ルールは通常回同様。ただし、これまでに獲得したメダル1枚につき10ブロックが積まれた状態で始まる。先に100ブロック積んだチームの勝利。

ミリオントラップ
- 前回と基本的なルールは同じ。ただし、8人用に難易度がアップしている。

1. 1人目がシーソーの片側にブロックを置き、2人目が片側に飛び乗りブロックを飛ばす。3人目が待つ台に乗れば成功。
2. 3人目が乗馬マシンに乗り、4人目にブロックを投げ渡す。ただし、壁の穴は左右に動くようになっている。
3. 4人目からベルトコンベアの5人目、5人目から高台の6人目までは同じ。
4. 6人目は離れた場所にあるボックスにブロックを投げ入れることができれば成功。ただし、ボックスの蓋は上下に動いている。

- 残る2人はシーソーか壁穴通しのどちらに参加しても良い。2回のチャンスのうち1回でも100ポイントを獲得できれば100万円。

## スタッフ
- ナレーター：阪井あかね
- 編成企画：寺田伸也
- 構成：北本かつら、矢野了平、藤本裕
- AD:大保大輔
- AP：竹山知子、西野絵梨香
- ディレクター：佐藤真吾、細川大輔、内田雅行
- プロデューサー : 小田隆一郎
- チーフプロデューサー：藤井智久
- 制作・著作：テレビ朝日